# Hubertus von Preußen

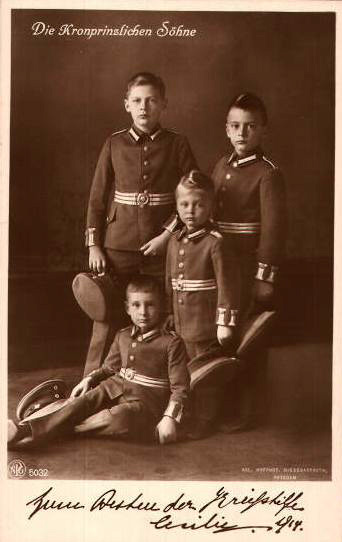
Die Kronprinzlichen Söhne

Hubertus Karl Wilhelm Prinz von Preußen (* 30. September 1909 in Potsdam; † 8. April 1950 in Windhoek, Südwestafrika) war ein preußischer Prinz und Enkel Kaiser Wilhelms II.

## Leben
Prinz Hubertus wurde als dritter Sohn des Kronprinzen Wilhelm von Preußen und seiner Gemahlin Kronprinzessin Cecilie von Preußen im Marmorpalais in Potsdam geboren.
Als 1918 die Monarchie zusammenbrach und das Haus Hohenzollern seine herausragende Position im Staatsgefüge verlor, ging sein Vater in die Niederlande ins Exil. Hubertus verließ seine Heimatstadt Potsdam und zog mit seinen jüngeren Geschwistern nach Oels (Provinz Schlesien), wo seine Familie nach wie vor über Besitzungen verfügte.
Wie seine Brüder Wilhelm und Friedrich wurde Hubertus während der Weimarer Republik Mitglied des Stahlhelm.
Der Kaiserenkel Hubertus trat 1934 in das Infanterieregiment 8 ein, das in Frankfurt/Oder stationiert war. Als der Zweite Weltkrieg ausbrach, nahm auch er mit der 3. Infanterie-Division am Überfall auf Polen teil. Doch als sein älterer Bruder Wilhelm 1940 fiel und unter der Anteilnahme von über 50.000 Menschen im Antikentempel im Park von Sanssouci beigesetzt wurde, sah sich Hitler zum sogenannten Prinzenerlass veranlasst, der es den Angehörigen ehemals regierender Fürstenhäuser untersagte, an der Front zu kämpfen. Dadurch wollte Hitler der Verehrung eines weiteren gefallenen Hohenzollern vorbeugen, da ihm dies als Gefahr seiner eigenen Herrschaft erschien.
Bevor Hubertus von Preußen 1940 aus dem Dienst an der Front ausschied, hatte er die Verkehrsfliegerschule absolviert und konnte so als Hauptmann auf dem Fliegerhorst in Brieg (Schlesien) tätig sein. 1943 schieden auf Befehl Hitlers alle Mitglieder fürstlicher Häuser endgültig aus der Wehrmacht aus. Hubertus übernahm darauf mit seiner Gemahlin Magdalene, geborene Prinzessin Reuß, das Schloss und Gut Wildenbruch bei Schwedt/Oder.
Gegen Ende des Weltkrieges musste das Paar vor der herannahenden Roten Armee vom östlich der Oder gelegenen Gut fliehen. Sie kamen zunächst nach Schloss Cecilienhof bei Potsdam zu Hubertus’ Mutter, wohin die Tochter Anastasia bereits einige Wochen zuvor gebracht worden war. Von dort floh die Familie weiter und kam zunächst in Bad Kissingen unter. Schließlich fanden sie bei dem Fürsten Otto Friedrich zu Ysenburg und Büdingen, der mit einer Cousine Magdalenes verheiratet war, in Büdingen Unterkunft. Hier wurde Hubertus von den Amerikanern, die Büdingen im März 1945 erreicht hatten, verhaftet und für drei Wochen in einem Kriegsgefangenenlager inhaftiert.
1947 wurde die zweite Tochter geboren, die nach der von Hubertus verehrten schwedischen Königin Christina benannt und von Martin Niemöller getauft wurde. Im selben Jahr übernahm Hubertus von Preußen die Bewirtschaftung des Weingutes Schloss Reinhartshausen in Erbach.
Anfang 1950 wanderte er nach Südwestafrika aus. Während der deutschen Kolonialzeit hatte das Haus Hohenzollern dort mehrere Farmen (Krongüter) besessen. Sein Bruder Friedrich bzw. dessen Schwiegervater Lord Iveagh hatte in der Nachkriegszeit die ehemaligen kaiserlichen Farmen „Dickdorn“ und „Kosis“ bei Mariental zurückerworben. Hubertus wollte den Betrieb übernehmen und sich mit der Karakul-Zucht eine neue Existenz aufbauen. Seine Frau und seine Töchter sollten im Juli desselben Jahres nachkommen. Doch bereits am 8. April 1950 starb er in Windhoek an einer Bauchfellentzündung, die einer Blinddarmoperation nachgefolgt war.
Nachdem sein Sarg via Johannesburg nach Deutschland überführt worden war, wurde Hubertus Prinz von Preußen auf dem kleinen Familienfriedhof im Offiziersgärtchen der St. Michaels-Bastei innerhalb der Burg Hohenzollern beigesetzt.

## Familie
Hubertus Prinz von Preußen war von 1941 bis zur Scheidung 1943 mit Maria Anna, geborene Freiin von Humboldt-Dachroeden (1916–2003), verheiratet, einer Tochter Alexander von Humboldts. Aus dieser Ehe gingen keine Kinder hervor. Grund für die Scheidung war, dass Maria Anna während der Ehe ein Verhältnis mit Hubertus’ Vetter Ernst August von Hannover eingegangen war. Dem entsprang der Sohn Christian Ernst August Hubertus Freiherr von Humboldt-Dachroeden (* 1943).
Ende 1943 heiratete Hubertus Magdalene Pauline Prinzessin Reuß (1920–2009). Er hatte Magdalene, die als Luftwaffenhelferin bei der Nachrichtentruppe der Luftwaffe gedient hatte, ehe sie im Herbst 1942 krankheitsbedingt ausgeschieden war, im Herbst 1943 bei einer Hochzeit in Schlesien kennengelernt. Beide waren für die damalige Zeit auffallend annähernd zwei Meter groß. Aus dieser Verbindung stammen:
- Anastasia Viktoria Cecile Prinzessin von Preußen (* 1944) ⚭ (1965) Alois Konstantin Fürst zu Löwenstein-Wertheim-Rosenberg (* 1941). Aus der Ehe gingen vier Kinder hervor.
- Marie Christine Prinzessin von Preußen (1947–1966), die bei einem Autounfall in Gießen starb.